# Мелісса Корф
Мелісса Корф (англ. Melissa Corfe, 20 січня 1986) — південноафриканська плавчиня.
Учасниця Олімпійських Ігор 2008 року.
Переможниця Всеафриканських ігор 2007 року.